# 간질성신염
간질성신염(間質性腎炎, interstitial nephritis, tubulo-interstitial nephritis)은 세관 주위의 신장의 간질에 영향을 주는 신장염의 일종이다. 이 질병은 갑자기 발생할 경우 급성일 수도 있으며, 진행성이 있으면서 신부전으로 발전하는 경우 만성 질환으로 간주된다.

## 병인
일반적인 병인에는 진통제와 같은 약물이나 메티실린과 같은 항생제에 대한 반응 또는 감염을 포함한다. 약물에 대한 반응은 총 사례 중 71%에서 92%를 차지한다.

## 진단
한동안은 이 질병에 증상이 없지만 증상이 발생하면 그 범위가 다양하며 급속적으로나 점진적으로 발생할 수 있다.

### 혈액 검사
환자들 가운데 약 23%가 호산구 증가증을 앓고 있다.

### 갈륨 스캔
갈륨 스캔(Gallium scan)의 민감도가 60%에서 100%에 이르는 것으로 보고되었다.

## 치료
치료의 경우 문제시가 되는 약물을 제거하는 등의 방법처럼 병인을 찾아내어 해결을 시도하는 방식으로 구성된다. 코르티코스테로이드가 도움이 된다는 분명한 증거는 없다. 영양 치료에는 수 리터의 추가 유체가 요구되는, 적절한 유체 섭취(fluid intake)로 구성된다.